# Orpheus (jeu de rôle)
Pour les articles homonymes, voir Orpheus.
Orpheus est un jeu indépendant du Monde des ténèbres mais en reprend tous les codes, et est édité par White Wolf Publishing. Il est publié en France par Hexagonal.

## Récompenses
Orpheus a reçu le Grog d'or 2004, décerné par le Guide du Rôliste Galactique.